# Grete Olsen
Grete Olsen (Copenaghen, 18 febbraio 1912 – 6 aprile 2010) è stata una schermitrice danese, vincitrice di tre medaglie d'oro, una d'argento e due di bronzo ai Campionati Internazionali di scherma.